# Kruseani
Kruseani (macedónul: Крушеани) település Észak-Macedóniában, a Pelagonijai körzet Krivogastani járásában.

## Népesség
| Lakosok száma | 705  | 768  | 869  | 837  | 835  | 744  | 571  | 578  | 514  |
|               | 1948 | 1953 | 1961 | 1971 | 1981 | 1991 | 1994 | 2002 | 2021 |

- 2002-ben 578 lakosa volt, akik közül 574 macedón, 1 szerb és 3 egyéb.